# Odprto prvenstvo Anglije 1993
Odprto prvenstvo Anglije 1993 je teniški turnir za Grand Slam, ki je med 21. junijem in 4. julijem 1993 potekal v Londonu.

## Moški posamično
Pete Sampras :  Jim Courier 7-6(7-3) 7-6(8-6) 3-6 6-3

## Ženske posamično
Steffi Graf :  Jana Novotná 7-6(8-6) 1-6 6-4

## Moške dvojice
Todd Woodbridge /  Mark Woodforde :  Grant Connell /  Patrick Galbraith 7-5 6-3 7-6(7-4)

## Ženske dvojice
Gigi Fernández /  Natalija Zverjeva :  Larisa Neiland /  Jana Novotná 6-4 6-7(4-7) 6-4

## Mešane dvojice
Mark Woodforde /  Martina Navratilova :  Tom Nijssen /  Manon Bollegraf 6-3 6-4